# Špitální kostel svatého Floriána (Svitavy)
Špitální kostel svatého Floriana je zaniklá barokní stavba ve Svitavách v Pardubickém kraji. Stávala v blízkosti kruhového objezdu, na prostranství mezi Ottendorfovou knihovnou, obchodním domem Centrum a budovou Policie ČR. V letech 1964 až 1976 byl kostel památkově chráněn.

## Historie
Základní kámen kostela a špitálu byl položen roku 1731. O dva roky později byla stavba dokončena. Od roku 1734 začalo v budově působit šest špitálníků, kteří se starali o nemocné. Po školní reformě Marie Terezie byl špitál roku 1776 nahrazen čtyřtřídní školou. V červnu 1818 postihl Svitavy požár, který zasáhl i kostel. Roku 1842 byl znovu zaklenut a vymalován malbami Johanna Dittmanna. V roce 1850 se vrátili špitálníci. Následně byla roku 1851 zřízena u kostela nemocnice. S nárůstem počtu nemocných ale začalo město řešit otázku nové nemocnice, která byla v roce 1886 otevřena na místě, kde se nachází i v roce 2025. Na jejím otevření se podílel i svitavský rodák Valentin Oswald Ottendorfer.
Kostel byl ve 20. století několikrát opravován. Roku 1950 byly odbourány okolní budovy. Následně začal být využíván Českobratrskou církví. Ta ale neměla velkou základnu, kostel dále chátral a stal se cílem vandalů. Nakonec došlo 26. července 1976 k jeho odstřelu. V blízkosti vznikla světelná křižovatka, později nahrazená kruhovým objezdem. Sochy z kostelních nik byly umístěny na městský hřbitov.

## Popis stavby
Kostel byl jednolodní stavbou s polygonálním presbytářem. Na jižní straně přiléhala obdélná sakristie. Západní průčelí bylo zakončené štítem. Na vysoké jehlancové střeše se nacházela zvonička.